# 할카
《할카》(튀르키예어: Halka)는 2019년 방영된 튀르키예의 텔레비전 드라마이다.